# Reptynub
Reptynub (  /rɛptiːnʊb/ ;  también escrito como Repytnub y Reputnebu ) fue una reina durante la Quinta Dinastía de Egipto. Era la esposa del rey Nyuserra Ini. Posiblemente fue la madre de Menkauhor Kaiu (si éste era hijo de Nyuserra).
Reptynub se identifica como la esposa de Nyuserra en base al descubrimiento de un fragmento de una estatua en su templo mortuorio. Una pirámide más pequeña junto a la de Nyuserra probablemente perteneció a su esposa principal y la pirámide pudo haber pertenecido a Reptynub.
Se encontraron fragmentos de una estatua de una reina en la tumba del visir Ptahshepses y su esposa, la hija del rey Khamerernebty. No se encontró ningún nombre en los fragmentos de la estatua, pero se supone que la estatua representa a Reptynub.
Podría ser la madre de la homónima princesa Reputnebty, a quien se menciona en un fragmento de piedra caliza encontrado en el complejo piramidal de la reina Jentkaus II. Ella fue nombrada después de dos damas.
Otro hijo probable de Reptynub fue el príncipe Khentykauhor.
El suegro de Reptynub era el rey Neferirkara Kakai, y su cuñado era el rey Neferefra.